# Nigo
Nigo (n. el 1970 en Maebashi, Japó) és un dissenyador de moda, DJ, baterista i productor. Nigo és el creador de la marca de roba urbana japonesa A bathing Ape coneguda simplement entre els seus consumidors com Bape.